# 诺基亚Lumia 620
Nokia Lumia 620是一款Nokia以Windows Phone 8平台所開發的智慧型手機。Lumia 620發表於2013年2月。Nokia Lumia 620塑膠換殼式設計，硬體上配置Snapdragon第四代（S4）MSM8227 1.0GHz處理器、3.8 吋 800 × 480 解析度螢幕、500萬像素相機鏡頭、1300 mAh 電池，屬於2013年度的Windows Phone 8智慧型手機。